# Parasasima elegans
Parasasima elegans är en insektsart som beskrevs av Willemse, C. 1955. Parasasima elegans ingår i släktet Parasasima och familjen vårtbitare. Inga underarter finns listade i Catalogue of Life.